# Åsljunga småkyrka
Åsljunga småkyrka är en kyrkobyggnad i samhället Åsljunga i Örkelljunga kommun. Den tillhör Örkelljunga församling i Lunds stift.

## Kyrkans historik
Åsljunga gamla småskola uppfördes 1914 och var i bruk fram till 1959 då den ersattes av en ny skolbyggnad. I början av 1960-talet lät man bygga om gamla skolbyggnaden till en småkyrka. 1962 invigdes kyrkan av biskop Martin Lindström.
Under slutet av 1970-talet började man planera en om- och tillbyggnad av kyrkan. Ansvarig arkitekt var Ingvar Eknor från Örkelljunga. 1980 var ombyggnaden färdig och den 26 oktober samma år återinvigdes kyrkan av biskop Per-Olov Ahrén.

## Kyrkorummet
Kyrkorummets bärande takkonstruktion består av handbarkade rundtimmerstockar av gran. På väggarna finns stockpanel av furu.
Under kyrkorummet finns bottenplanet med lokaler för bland annat barn- och ungdomsverksamhet.

## Klockstapeln

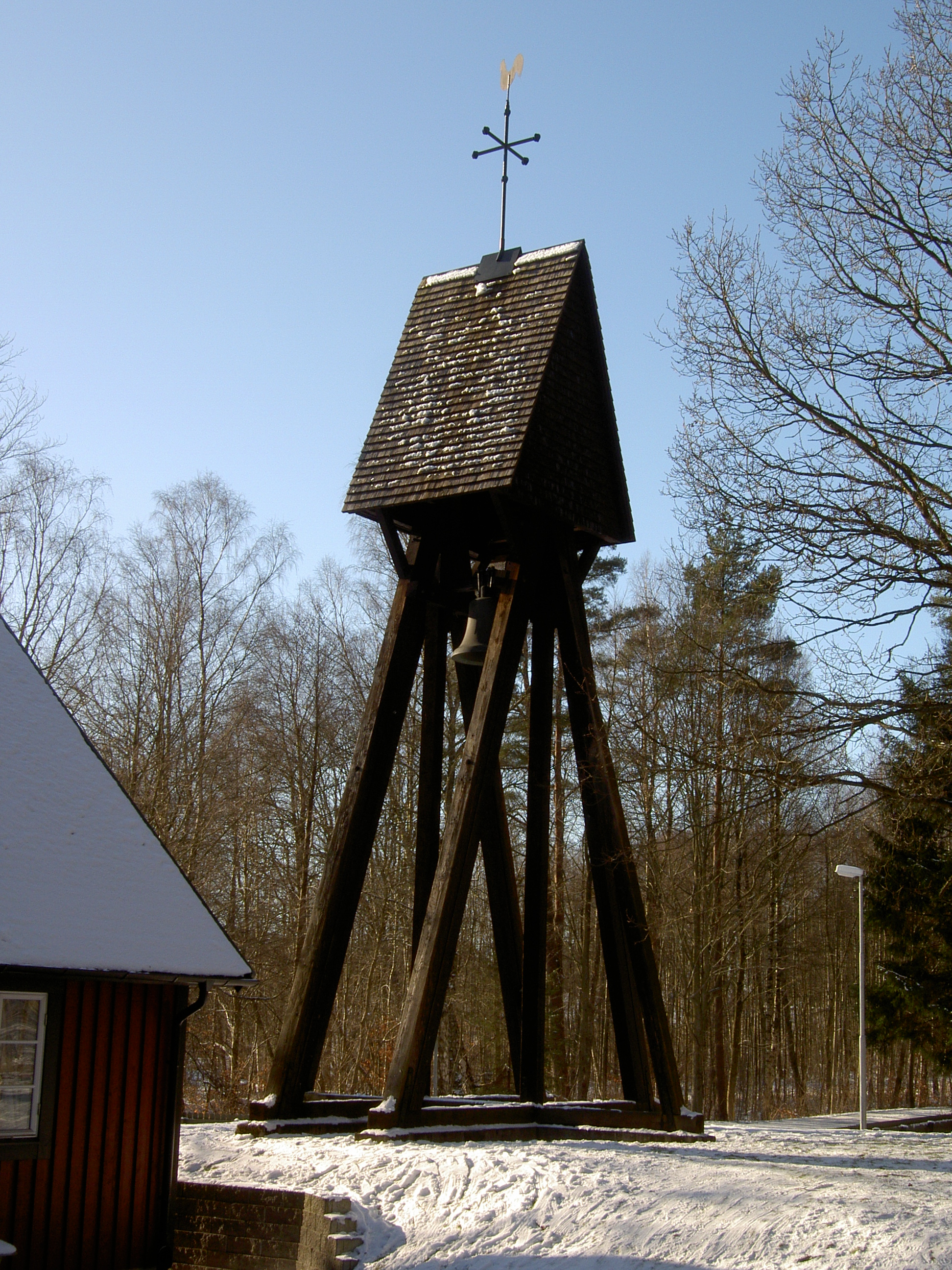
Klockstapeln

Klockstapeln togs i bruk vid kyrkans invigning 1962. På stapelns tak står ett fyraarmat kors, med en korsarm i varje väderstreck. Korset kröns av en kyrktupp som är tillverkad av smedmästare Knut Frick i Åsljunga. I klockstapeln hänger en klocka som är gjuten av Ohlssons klockgjuteri i Ystad. Klockan bär inskriptionen: "Land, land, land hör Herrens ord" som är hämtat från Jeremia (22:29).

## Inventarier
- Altare, altarring, predikstol, dopfunt och bänkgavlar är snidade i trä av Åsljungasnickarna Gert Lind och Bengt Lind efter ritningar av Ingvar Eknor.
- Dopskålen av keramik med en duva i kanten är tillverkad av konstnären Stig Carlsson från Nyhamnsläge.
- Ljusstakar i smide är tillsammans med övriga smidesdetaljer utförda av smeden Erik Snygg i Åsljunga.
- Kyrkans orgel tillkom 1987 och är byggd av Magnussons orgelbyggeri i Mölndal. Orgeln är byggd av furu och passar väl in i kyrkorummet. Den har sex och en halv stämmor, manual samt pedal.
- Ett processionskors i smide tillverkades av Erik Snygg till kyrkans återinvigning 1980. Korset var i bruk fram till år 2000 då det ersattes av ett processionskors av trä snidat av Eva Spångberg. Träkorset bär en bild av den triumferande Kristus.

### Orgel
Den nuvarande orgeln byggdes 1988 av A. Magnussons Orgelbyggeri AB, Mölnlycke och är mekanisk.
| Manual            | Pedal      | Koppel  |
| Principal 8' D    | Subbas 16´ | Man/Ped |
| Gedackt 8´ B/D    |            |         |
| Principal 4' B/D  |            |         |
| Flöjt 4' B/D      |            |         |
| Kvinta 2 2/3' B/D |            |         |
| Flöjt 2' B/D      |            |         |

### Webbkällor
- Åsbo Släkt- och Folklivsforskare